# Rolling Stones Mobile Studio

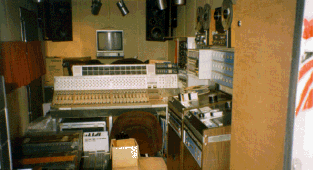

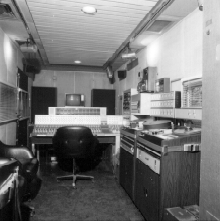

Rolling Stones Mobile Studio é um estúdio de gravação móvel da banda The Rolling Stones. Vários artistas já o utilizaram, como Deep Purple, Lou Reed, Dire Straits, Fleetwood Mac, Led Zeppelin  e os próprios Rolling Stones.

## História
O conceito do Rolling Stones Mobile Studio veio em 1968, quando os Stones decidiram que precisavam de um novo ambiente para gravar. Cansados das limitações de um estúdio comum, eles decidiram usar a casa de campo de Mick Jagger na Inglaterra para gravar. Porém todo equipamento havia de ser transportado para a casa, então o seu road manager e pianista Ian Stewart veio com a ideia de colocar um estúdio dentro de uma van.

## Projetos notáveis feitos no estúdio

### Álbuns
- 1970: Led Zeppelin III – Led Zeppelin
- 1971: Sticky Fingers – The Rolling Stones
- 1971: Led Zeppelin IV – Led Zeppelin
- 1972: Machine Head – Deep Purple
- 1972: Exile on Main St. – The Rolling Stones
- 1972: Happy to Meet – Sorry to Part – Horslips
- 1973: Uriah Heep Live - Uriah Heep
- 1973: Houses of the Holy – Led Zeppelin
- 1973: Live Dates – Wishbone Ash
- 1973: Penguin – Fleetwood Mac
- 1973: Mystery to Me – Fleetwood Mac
- 1973: Who Do We Think We Are – Deep Purple
- 1974: Burn – Deep Purple
- 1975: Physical Graffiti – Led Zeppelin
- 1975: Live! – Bob Marley and the Wailers
- 1975: Run with the Pack – Bad Company
- 1977: Live! – Status Quo
- 1977: Moonflower – Santana
- 1979: Life in a Day – Simple Minds
- 1981: Rocket 88 – Rocket 88
- 1985: A Physical Presence – Level 42
- 1990: No Prayer for the Dying – Iron Maiden

### Singles
- "Smoke on the Water" - Deep Purple
- "No Woman, No Cry" - Bob Marley and the Wailers
- "Bring Your Daughter To The Slaughter" - Iron Maiden